# Jerzy Baurski
Jerzy Jacek Baurski (ur. 24 stycznia 1974 w Warszawie) – polski dyplomata, Stały Przedstawiciel Rzeczypospolitej Polskiej przy Radzie Europy (2020–2024). 

## Życiorys
Jerzy Baurski ukończył studia magisterskie w Instytucie Stosunków Międzynarodowych Uniwersytetu Warszawskiego. Studiował także Latynoamerykańskie Studia Specjalizacyjne na UW oraz studia podyplomowe z zakresu europeistyki na UW. Był również stypendystą w Instytucie Studiów Europejskich Uniwersytetu Katolickiego w Louvain w Belgii.
W 1999 zdał egzamin do służby zagranicznej. Pracował w Ministerstwie Spraw Zagranicznych oraz Urzędzie Komitetu Integracji Europejskiej. W 2003 został urzędnikiem służby cywilnej. Od 2003 do 2007 pełnił funkcję III, a potem II sekretarza w ambasadzie RP w Hadze. Po powrocie do Warszawy pracował w Departamencie Unii Europejskiej jako naczelnik wydziału do spraw traktatu lizbońskiego, a następnie wicedyrektor w Departamencie Narodów Zjednoczonych i Praw Człowieka. Wszedł w skład korpusu prezydencji RP w Unii Europejskiej w 2011. Reprezentował Polskę w grupie roboczej UE do spraw praw człowieka. W latach 2012–2017 pełnił funkcję zastępcy stałego przedstawiciela RP przy Biurze Narodów Zjednoczonych w Genewie, gdzie kierował referatem ds. humanitarnych, rozwojowych i praw człowieka. W tym czasie okresowo kierował placówką jako chargé d’affaires. Od końca 2017 do 2020 był dyrektorem Departamentu Narodów Zjednoczonych i Praw Człowieka MSZ. W latach 2018–2019 stał na czele zespołu MSZ do spraw obsługi członkostwa RP w Radzie Bezpieczeństwa ONZ, będąc odpowiedzialnym za realizację celów polskiej polityki zagranicznej. Z powodzeniem koordynował kampanie wyborcze Polski do Rady Praw Człowieka ONZ na lata 2020–2022, do Rady Wykonawczej UNESCO na lata 2019–2023, a także kampanię Witolda Bańki na funkcję przewodniczącego Światowej Agencji Antydopingowej. 23 lipca 2020 został mianowany Ambasadorem Nadzwyczajnym i Pełnomocnym – Stałym Przedstawicielem RP przy Radzie Europy w Strasburgu. Stanowisko objął w sierpniu tego samego roku. Zakończył urzędowanie w lipcu 2024.
W 2019, za wybitne zasługi w służbie zagranicznej, za osiągnięcia w podejmowanej z pożytkiem dla kraju pracy zawodowej i działalności dyplomatycznej, został odznaczony Krzyżem Kawalerskim Orderu Odrodzenia Polski.
Mówi po angielsku, francusku oraz hiszpańsku. Żonaty, ojciec dwóch córek.